# Leendert van Dis
Leendert Frans van Dis (Amsterdam, 20 agosto 1944) è un ex canottiere olandese.

## Palmarès

### Olimpiadi
- 1 medaglia:
  - 1 argento (Città del Messico 1968 nel due di coppia)